# Lois Elsie James
Lois Elsie James (7 de agosto de 1914 - 26 de octubre de 2001) fue una botánica, curadora, y taxónoma estadounidense. Desarrolló actividades académicas y científicas como profesora de biología, en la Universidad de Whittier, desde 1942 a 1979, siendo una especialista en la anatomía vegetal.

## Carrera
Muy conocida por su trabajo en el desarrollo de plantas de macadamia para uso comercial, en California, pasando sus años posteriores al retiro como consultora a los productores del estado de la popular nuez, por lo general asociados con Hawái. Nacida en Hoquiam, Wash., James obtuvo su licenciatura, y la maestría por la Universidad Whittier, con la defensa de la tesis "A manual of the vascular flora of Whittier hills" (1942, xxi, [1] + 71 p.); y, su doctorado, en 1949, por la Universidad Stanford. Pasó toda su carrera docente en Whittier y ayudó a diseñar su Edificio de Ciencias John Stauffer, abierto en 1968. James llevó a cabo muchas excursiones y expediciones de investigación a Baja California, el estudio de la vida vegetal en la península de lagunas costeras y las islas cercanas.
Es autora en la identificación y nombramiento de nuevas especies para la ciencia, a abril de 2016, posee tres registros de especies nuevas para la ciencia, especialmente de la familia Fabaceae, y con énfasis del género Astragalus (véase más abajo el vínculo a IPNI).

## Algunas publicaciones
- lois elsie James. 1977. Grading the Advanced Placement Biology Examination: A Report. Contribuidor College Entrance Examination Board. Advanced Placement Program. 23 p.

- --------------------, donald W. Kyhos. 1961. The Nature of the Fleshy Shoot of Allenrolfea and Allied Genera. American Journal of Botany 48 (2): 101 - 108 il. resumen y 1ª p.

- --------------------, aaron Sharp. 1951. Relationships between the Floras of California and Southeastern United States. Stanford, Calif: Natural History Museum of Stanford University.

- --------------------. 1949. An Anatomical, Cytological, and Taxonomic Study of the Subgenus Hesperastragalus Within the Genus Astragalus (Leguminosae) publicó Stanford University, 110 p.

## Honores
- La abreviatura «L.E.James» se emplea para indicar a Lois Elsie James como autoridad en la descripción y clasificación científica de los vegetales.[5]